# Abel Meeropol
Abel Meeropol, né le 10 février 1903 dans le Bronx à New York et mort le 30 octobre 1986 à Longmeadow, plus connu sous le pseudonyme Lewis Allan, est un auteur-compositeur et librettiste américain. Il est l'auteur de la chanson Strange Fruit, popularisée par Billie Holiday.

## Biographie

### Jeunesse et formation
Abel Meeropol né Abel Meeropolsky est issu d'une famille d'émigrés juive originaire de Russie. Après avoir obtenu le Bachelor of Arts au  City College of New York, il est admis à l'université Harvard où il soutient avec succès son Master of Arts en 1926. Une fois diplômé, il entre comme professeur de littérature anglaise à la DeWitt Clinton High School dans le Bronx, poste qu'il occupera de 1927 à 1944, année à partir de laquelle il se consacre à la musique. Il adhère au Parti communiste des États-Unis d'Amérique en 1932. Il prend le nom de plume de Lewis Allan pour dissocier son activité artistique de son travail d'enseignant.

### Carrière musicale
Dans les années 1930 il travaille avec un collectif d'artistes qui désirent construire une culture populaire comme Carl Sandburg, Charles Seeger, Henry Cowell. Il écrit des articles pour des journaux communistes comme le Daily Worker et New Masses.
À partir de 1936, il devient l'ami du compositeur Earl Robinson et reste pendant trente ans son parolier.
Pendant la Guerre d’Espagne, il est un membre actif du Theatre Commitee to Aid Spanish Democracy / Comité du théâtre pour aider la démocratie espagnole qui envoie des fonds prélevés sur les spectacles de leurs membres pour aider les républicains.
Après avoir vu des photos du lynchage de Thomas Shipp et d’Abram Smith, il est tellement choqué qu’il n’en dort pas pendant quelque temps. Il écrit alors le poème Strange Fruit qu’il publie dans un premier temps sous le titre de Bitter Fruit et sous le pseudonyme de Lewis Allan dans le magazine New York Teacher et le magazine New Masses.
Un peu plus tard, il met le poème en musique, et le soumet au syndicat des arts du théâtre, la chanson est interprétée pour la première fois par son épouse Anne Meeropol lors d’une réunion organisée par la New Theatre League de New York en 1935,.
Strange Fruit acquiert une certaine popularité au sein de la gauche américaine.
Barney Josephson (en), propriétaire du Cafe Society (premier night-club non ségrégationniste de New York), entendit parler de l’œuvre et décida de présenter Abel Meeropol à Billie Holiday,,. Billie Holiday lit les paroles, qui l'émeuvent non seulement parce qu'elle est une Afro-Américaine, mais aussi parce que la chanson lui rappelait son père, décédé à 39 ans des suites d'une pneumopathie, après avoir été refoulé de l'hôpital du fait qu'il était noir.

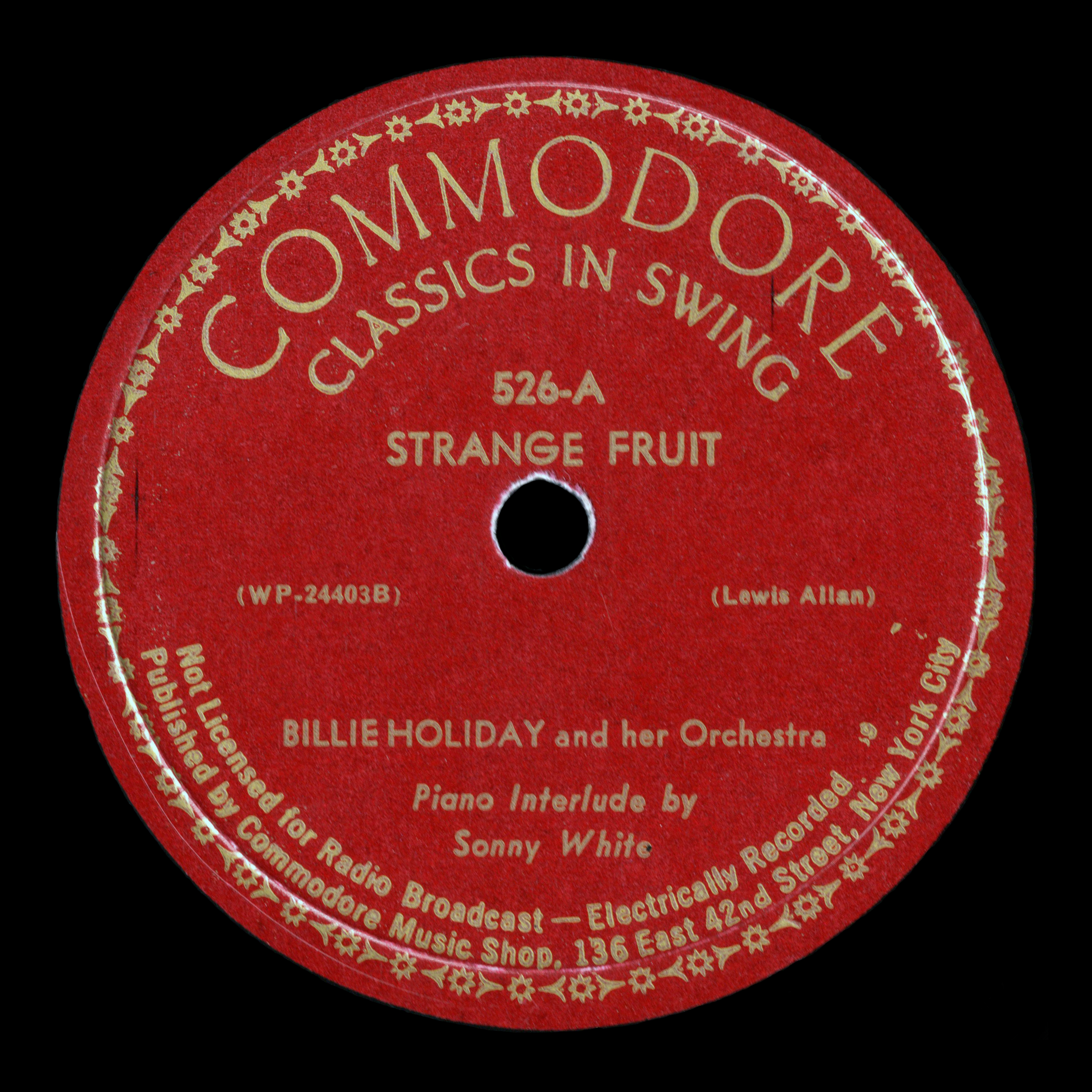
Disque 78 tours de Strange Fruit

Abel Meeropol, très attaché à Strange Fruit, est affecté quand parait l'autobiographie de Billie Holiday, Lady sings the Blues, co-écrite avec William Dufty : Billie Holiday y revendique le fait d'avoir été, avec son pianiste Sonny White, l'auteur de Strange Fruit. Certes cette autobiographie est naïve, biaisée, William Dufty n'a nullement vérifié les propos de Billie Holiday qui souvent enjolivent ou exagèrent les faits. Au sujet de Strange Fruit, William Dufty écrit : « Holiday ne chante pas les chansons ; elle les transforme. » De fait, Billie Holiday, son accompagnateur Sonny White et l’arrangeur Danny Mendelsohn ont travaillé sans relâche pendant trois semaines sur la partition de Strange Fruit avant d'en présenter leur interprétation au Café Society, révision musicale qui permit le succès de la chanson.
De 1936 à 1939 il écrit plusieurs chansons engagées contre le nazisme et contre la politique dite d'apaisement alors menée par les démocraties européennes à l'égard de l'expansionnisme d'Hitler.
Meeropol compose d’autres chansons par la suite, notamment le grand succès de Frank Sinatra (The House I Live In), ou Apples, Peaches and Cherries pour Peggy Lee, reprise en français sous le titre Scoubidou par Sacha Distel.
En 1945, son épouse et lui emménagent à Hollywood. Il y écrit pour la Columbia et les studios de la Metro Goldwyn Mayer.
En 1951, le couple Meeropol s'installe à New York. Abel travaille pendant deux ans pour la NBC, puis se met à travailler en indépendant. Le couple s'installe de façon permanente en Floride en 1969.
En 1957, il est le librettiste de l'opéra The Good Soldier Schweik de Robert Kurka (en), d'après le roman Les aventures du brave soldat Schweik de Jaroslav Hašek,.
Les archives d'Abel Meeropol sont consultables au Howard Gotlieb Archival Research Center de l'université de Boston.

### Hommages
- En 1986 : lors des fêtes célébrant le centenaire de la statue de la Liberté, sa chanson The House I Live In est jouée lors des festivités officielles[3].
- En 1999, Times Magazine inclut  Strange Fruit, parmi les 100 « chansons du siècle »[22], pour la décennie des années 1930[23].
- Le 1er janvier 2003, Strange Fruit est inscrit au Registre national des enregistrements (National Recording Registry) de la Bibliothèque du Congrès[24].
- En 2002, Strange Fruit fait l'objet d'un documentaire réalisé par Joel Katz[25],[26].
- En 2017, la Straw Dog Writers Guild crée le Abel Meeropol Social Justice Writing Award[27],[28].

### Vie privée
En 1929, il épouse Anne Shaffer.
Anne Shaffer Meeropol décède des suites d'un infarctus en 1973
Abel Meeropol et son épouse adoptent Robert et Michael, les enfants des époux Rosenberg après leur exécution en 1953.
Il décède des suites de la maladie d'Alzheimer dans la Jewish Nursing Home (Maison de retraite juive) de Longmeadow dans le Massachusetts.